# Gyöngyösfalu
Gyöngyösfalu – wieś na Węgrzech, w komitacie Vas, w powiecie Kőszeg.
Pierwsza wzmianka o miejscowości pochodzi z roku 1386. Na jej obrzeżach znajdują się duże winnice.
W 2014 była zamieszkiwana przez 1135 osób, a w 2015 przez 1134 osoby.
Burmistrzem wsi jest od 12 października 2014 István Dezső Nádor.
W miejscowości znajduje się stacja kolejowa na trasie linii nr 18 z Szombathely do Kőszegu.
W 2001 roku rozkład populacji względem narodowości i przynależności etnicznej wyglądał następująco:
- Węgrzy – 98,5%
- Chorwaci – 0,3%
- nie podano – 1,3%

Ze względu na wyznawaną religię struktura mieszkańców kształtowała się w 2001 roku następująco:
- Katolicy rzymscy – 88,3%
- Protestanci – 2,1%
- Ewangelicy – 3,1%
- Ateiści – 0,6%
- Nie podano – 6%